# Leonard Rossiter
Leonard Rossiter (n. 21 de octubre de 1926 – f. 5 de octubre de 1984) fue un ilustre actor inglés, conocido por sus actuaciones en dos series de televisión británicas de los años '70 y por sus papeles en dos películas de Stanley Kubrick.
Rossiter nació en Liverpool, Merseyside (aunque en la época de su nacimiento Liverpool formaba parte del condado de Lancashire). Comenzó a actuar cuando al recoger a su novia de sus clases de teatro aficionado fue retado a hacerlo mejor al haberla criticado a ella y a sus compañeros de actuación. Dejó pronto su trabajo en seguros para entrar en un teatro y convertirse en actor profesional a la tardía edad de 27 años.
Empezó en el cine con la película Billy Liar, en la que interpretaba al jefe del protagonista. Este breve papel lo fijó en la retina de los espectadores como una trastornada e inflexible figura autoritaria – aparentemente similar a su personalidad real. Durante los '50 y los '60 se convirtió en un actor de teatro y cine enormemente respetado. En 1963, actuó en un episodio de la popular serie de televisión Los Vengadores. En 1968 hizo el papel de reparto del empresario de pompas fúnebres Mr Sowerberry en la versión cinematográfica del musical Oliver! de Lionel Bart y posteriormente se hizo más conocido por el gran público cuando interpretó el pequeño papel en la película 2001: A Space Odyssey de Stanley Kubrick en la que interpretaba al científico ruso Smyslov. Trabajó con Kubrick otra vez, con un papel más extenso, en Barry Lyndon de 1975. En 1969 estrenó en el Reino Unido como protagonista El resistible ascenso de Arturo Ui de Bertolt Brecht. El papel de tirano mezquino estaba perfectamente encarnado por Rossiter y le granjeó el aplauso de crítica y público. Hizo una actuación memorable como artista invitado en un episodio de la comedia de situación de la BBC de 1972 Steptoe and Son en la que interpretaba a un preso fugado, antes de conseguir los dos papeles protagonistas que han hecho su nombre tan familiar.
En Esto se hunde, de la ITV, interpretaba a Rigsby, el casero lascivo de una casa convertida en un bloque de sórdidos apartamentos, repitiendo el papel de la afamada versión teatral, titulada The Banana Box. Mientras continuaba en Esto se hunde, también protagonizó Caída y auge de Reginald Perrin, adaptada por David Nobbs de su propia novela gráfica Reginald Perrin y emitida por la BBC. Sus actuaciones como Rigsby y Perrin le valieron enormes elogios de la crítica, incluyendo las de sus coprotagonístas. Durante este período se le dio un homenaje sorpresa en This Is Your Life (Ésta es su vida) en 1975.
Al mismo tiempo protagonizó junto a Joan Collins, haciendo de su torpe pretendiente, una serie de entrañables anuncios de Cinzano, en los que, de una forma u otra, la bebida siempre terminaba derramada sobre el vestido de ella.
En la adaptación animada de The Perishers puso la voz a Boot the Dog. Repitió como Rigsby en una versión cinematográfica de Esto se hunde en 1980, por lo que ha hecho este papel en los escenarios, en la televisión y en el cine. Su último papel en la televisión fue el de encargado de supermercado en Tripper's Day, una comedia de ITV que no llegaba a los niveles de calidad de otros programas en los que había participado.
En 1981, Rossiter sacó un libro titulado The Lowest Form of Wit. El libro era una colección de comentarios mordaces, agudas réplicas e insultos mostrando el ácido ingenio de Rossiter, además de una guía definitiva del sarcasmo. Fue publicado posteriormente en rústica en 1983. El libro se divide en seis secciones principales y está ilustrado con dibujos, además de incluir una historia del sarcasmo.
Interpretó el papel principal en la producción de la BBC El rey Juan, basada en la obra de Shakespeare, y también en el corto Le Pétomane, el nombre artístico de Josef Pujols quien, debido a un raro accidente que sufrió en la juventud, podía aspirar y expeler una casi ilimitada cantidad de gas por su ano, una habilidad que él explotó llegando a ser durante varios años la principal atracción del Moulin Rouge.
La última aparición de Rossiter en una película fue en Loca juerga tropical de 1985.

## Muerte
Rossiter murió a los 57 años de miocardiopatía hipertrófica en 1984 mientras esperaba salir a escena en el Lyric Theatre de Londres, donde actuaba en Loot, la obra de Joe Orton. Dejó a su segunda esposa Gillian (había estado previamente casado con la actriz Josephine Tewson) y a su hija Camilla. Su aventura con la presentadora Sue MacGregor no fue conocida hasta mucho tiempo después. La muerte de Rossiter fue una sorpresa toda vez que estaba muy en forma, pues practicaba squash, fútbol y tenis con regularidad, además de haber pasado un chequeo médico antes de aceptar el papel en Loot.